# Maianthemum mexicanum
Maianthemum mexicanum är en sparrisväxtart som beskrevs av García Arév. Maianthemum mexicanum ingår i släktet ekorrbärssläktet, och familjen sparrisväxter. Inga underarter finns listade i Catalogue of Life.